# Rue de la Bruyère (Schaerbeek)
Pour les articles homonymes, voir Rue de la Bruyère.
La rue de la Bruyère (en néerlandais : Heidestraat) est une rue de la commune de Schaerbeek qui va de la rue Fernand Séverin (côté square François Riga) à la chaussée de Helmet.

## Histoire et description
La bruyère fait partie des dicotylédones de la famille des Éricacées. Elle pousse surtout dans les sols siliceux. Disposées en grappes, les fleurs sont le plus souvent roses, parfois blanches (E. arborea) ou verdâtres (E. scoparia).
La numérotation des habitations va de 1 à 29 pour le côté impair, et de 2 à 34 pour le côté pair.

## Adresse notable
- no 29 : Blokker

## Voies d'accès
- arrêt Helmet du tram 55